# Веселе (Любимівська сільська громада)
Весе́ле — село в Україні, у Любимівській сільській громаді Дніпровського району Дніпропетровської області. Населення за переписом 2001 року становить 96 осіб.

## Географія
Село Веселе розташоване на правому березі річки Ворона, вище за течією на відстані 1,5 км розташоване село Мар'їнка (Синельниківський район), нижче за течією на відстані 6,5 км розташоване село Воронівка, на протилежному березі — село Ракове (Синельниківський район).

## Населення

### Мова
Розподіл населення за рідною мовою за даними перепису 2001 року:
| Мова       | Відсоток |
| ---------- | -------- |
| українська | 93,8%    |
| російська  | 6,2%     |

## Інтернет-посилання
- Погода в селі Веселе

1. ↑  Рідні мови в об'єднаних територіальних громадах України — Український центр суспільних даних